# 상등병
상등병(上等兵)은 군대 계급 중 하나이다. 병사로 구분되며, 일등병의 위, 병장의 아래에 위치한다. 미군의 "corporal"에 대응되며, 미군의 경우는 이 계급이 병 상병과 부사관 상병으로 나뉜다.
박정희 정부 당시에는 병 복무자들은 병장이 아닌 이 계급으로 제대했으나 전두환 정부에서 병의 각 계급 간 진급소요기간을 줄여서 병장으로 제대하도록 조치했다. 박정희 정부 당시의 병장 제대자들은 베트남 전쟁 파병자 아니면 분대장이었다.

## 계급
|         | 계급            | 계급장 | 계급장 | 계급장 | 계급장 |
| ------- | --------------- | ------ | ------ | ------ | ------ |
| 병 (兵) |                 | 육군   | 해군   | 해병대 | 공군   |
| 병 (兵) | 상등병 (上等兵) |        |        |        |        |